# Rino Gaetano - Ma il cielo è sempre più blu
Rino Gaetano - Ma il cielo è sempre più blu è una miniserie televisiva italiana che esplora la vita del celebre cantautore  Rino Gaetano. La miniserie, diretta da Marco Turco e prodotta da Claudia Mori, è stata trasmessa per la prima volta su Rai 1 l'11 e il 12 novembre 2007.
In occasione del 40° anniversario della morte di Rino Gaetano, la miniserie è stata riproposta in una versione ridotta di 133 minuti su Rai 1 il 2 giugno 2021. La narrazione si svolge negli anni '70 a Roma, seguendo le prime esperienze musicali del cantautore e il suo percorso verso il successo, evidenziando la sua personalità unica e il suo impatto sulla musica italiana.

## Trama
Roma, inizi degli anni Settanta:  Rino Gaetano è un giovane cantautore alle prese con le prime audizioni della sua carriera. Una sera, durante un’esibizione al Folkstudio, il cantautore viene notato dal responsabile di una piccola casa discografica, la "IT". Questo è stato il suo esordio nel mondo della musica, con la pubblicazione del 45 giri I love you Marianna nel 1973, sotto lo pseudonimo di Kammamuri's.

## Produzione
La miniserie è stata interpretata da Claudio Santamaria (Rino Gaetano), Laura Chiatti (Chiara, una manager di Gaetano) e Kasia Smutniak (Irene, la fidanzata di Gaetano).

## Critica
La sceneggiatura, che ha ottenuto un grande successo di pubblico, è stata criticata  da  Anna Gaetano , sorella del cantante, che vi ha visto una "bellissima storia romanzata", ma poco o nulla inerente alla realtà. L'immagine di Gaetano restituita dalla serie, infatti, non sarebbe fedele, descrivendo un Rino Gaetano alcolista e innamorato di una manager inesistente nella vita reale. Si perdono invece alcuni dettagli rilevanti: non si fa accenno al matrimonio imminente con la fidanzata e non viene mostrata la scena del tragico incidente stradale in cui Rino perse la vita, limitandosi a mostrare una scritta che descrive il fatto prima dei titoli di coda.
Anna Gaetano ha anche criticato il ritratto del padre: «Non avrebbe avuto tutta quella forza per opporsi al figlio».  Ha inoltre dichiarato: «È vero che era un donnaiolo, ma non che fosse un alcolizzato». 

## Ascolti
| n° | Prima TV Italia  | Telespettatori  | Share  |
| -- | ---------------- | --------------- | ------ |
| 1  | 11 novembre 2007 | 6.097.000 circa | 26,69% |
| 2  | 12 novembre 2007 | 6.998.000 circa | 26,32% |